# Leo Janković
Leo Janković (Split, 4. rujna 2000.), hrvatski nogometaš iz Bosne i Hercegovine.  

## Karijera

### Igračka karijera
Nogometom se počeo baviti u Slogi iz Uskoplja. U Slogi je nakon nastupa u mlađim kategorijama igrao za prvu momčad nakon čega prelazi u juniorsku momčad mostarskog Zrinjskog. Sa Zrinjskim je postao juniorski prvak BiH u sezoni 2018./19. Nakon okončanja juniorskog staža prelazi u GOŠK za koji zbog ozljede nije upisao niti jedan službeni nastup.
Nakon oporavka od ozljede vraća se u matičnu Slogu, a potom odlazi u HNK Tomislav, novog federalnog prvoligaša. Nakon dobre polusezone prelazi u premijerligašku momčad Posušja. Već na ljeto 2022. prelazi u Slogu iz Doboja. U Doboju se zadržao samo jednu polusezonu i u zimu 2023. vraća se u GOŠK. S GOŠK-om osvaja Prvu ligu FBiH za sezonu 2022./23. i ostvaruje plasman u Premijer ligu BiH.
Tijekom ljetnog prijelaznog roka 2024./25. prelazi u Zrinski Osječko, člana 1. NL.

## Vanjske poveznice
- Profil na transfermarkt.com